# 24-Stunden-Rennen von Daytona 2025

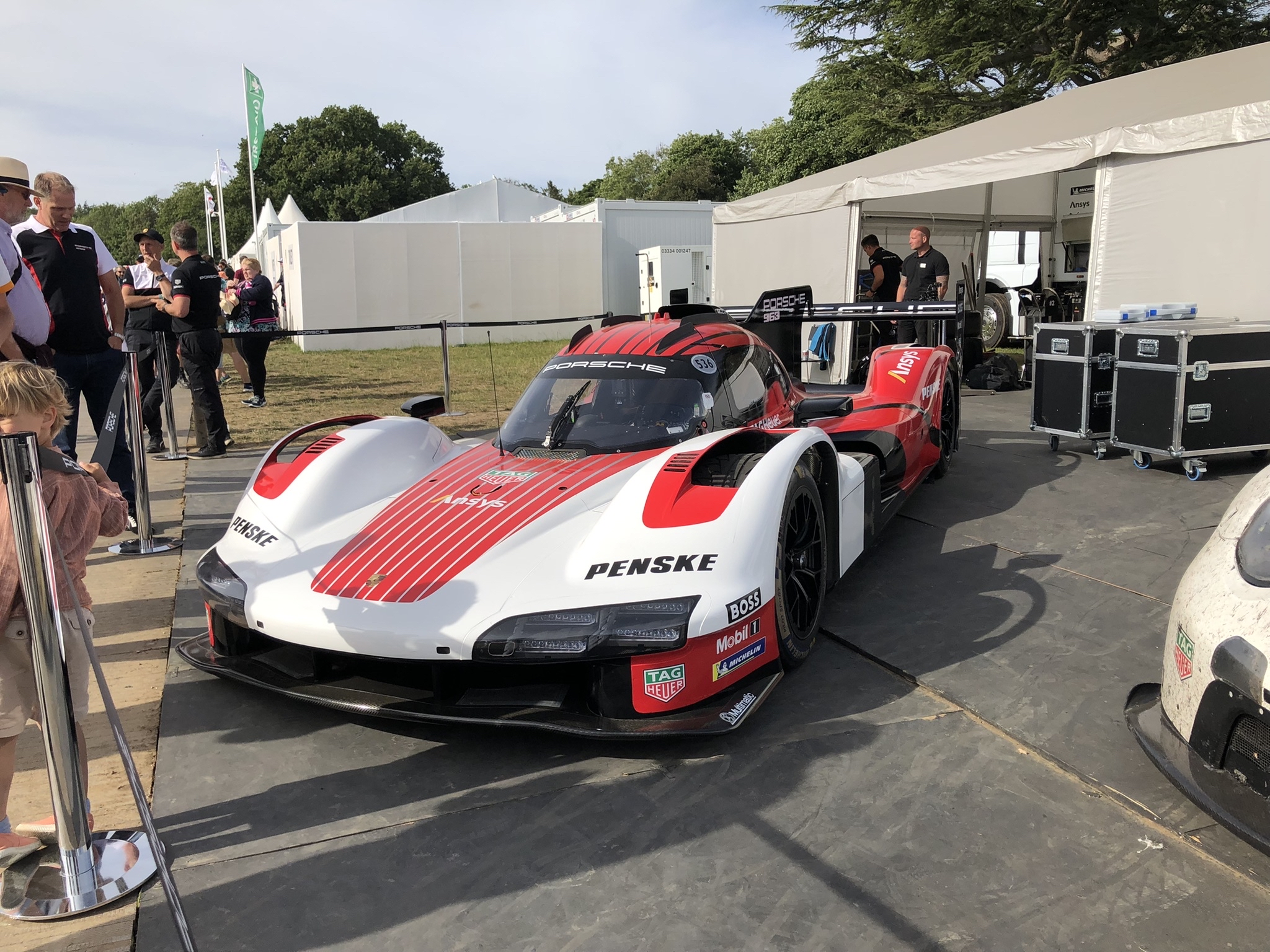
Siegerwagenmodell Porsche 963

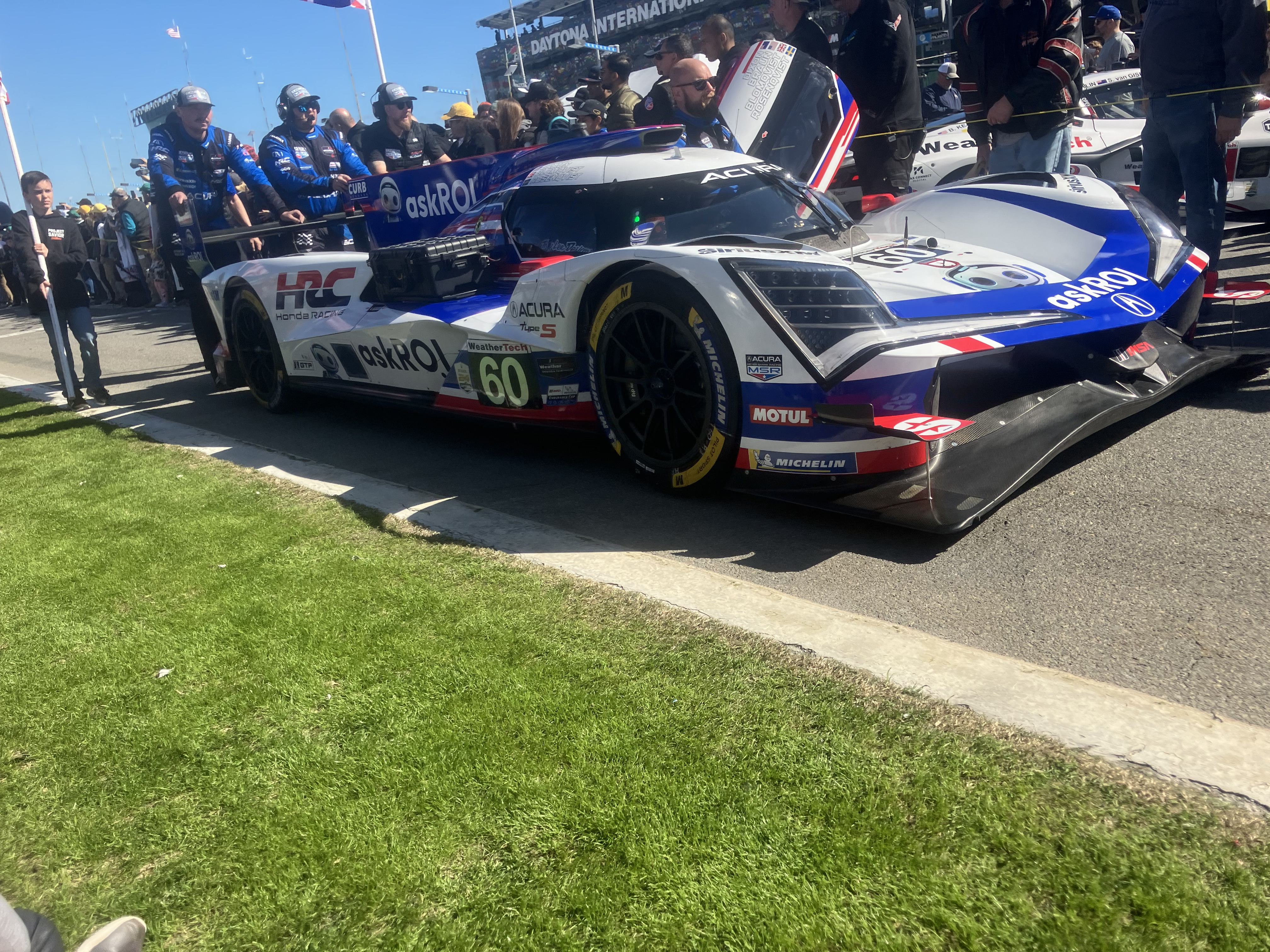
Der zweitplatzierte Acura ARX-06 von Tom Blomqvist, Colin Braun, Scott Dixon und Felix Rosenqvist

Das 58. 24-Stunden-Rennen von Daytona, auch 2025 Rolex 24 at Daytona, fand am 25. und 26. Januar 2025 auf dem Daytona International Speedway statt und war der erste Wertungslauf zur IMSA WeatherTech SportsCar Championship dieses Jahres.

## Das Rennen
Die 63. Auflage des 24-Stunden-Rennens im Süden Floridas lieferte das erwartete Langstreckenrennen-Spektakel. Von spektakulären Überholmanövern über Massenunfälle bis hin zum Sprint zur Ziellinie wurde alles geboten. Nach den Trainingsleistungen galten die beiden BMW M Hybrid V8 als Favoriten auf den Gesamtsieg. Die Balance of Performance machte die BMW zu den leichtesten GTP-Fahrzeugen im Feld, wodurch nur sie Rundenzeiten unter 1:36,000 Minuten fahren konnten. Im Rennen hatten beide Wagen dann mit Problemen zu kämpfen. Die Nummer 24 konnte eine deutliche frühe Führung nicht in eine Platzierung auf dem Podium der ersten drei umwandeln. Die Chance auf den Gesamtsieg vergab Dries Vanthoor beim letzten Re-Start 38 Minuten vor Rennschluss, als neben dem BMW nur mehr die beiden Penske-Porsche 963 und der Meyer-Shank-Acura ARX-06 mit der Startnummer 60 in der Führungsrunde lagen. Vanthoor hatte in der vorletzten Rennstunde eine Kollision mit dem Ferrari 296 GT3 von James Calado und beschädigte dabei die Front des Wagens. Beim Re-Start fuhr er dem führenden Porsche von Matt Campbell ins Heck, wodurch die Frontabdeckung aus der Halterung brach. Die daraus folgende Notreparatur kostete dem Team eine komplette Runde. Am Ende fuhren die beiden Porsche und der Acura den Gesamtsieg aus. Vier Minuten vor dem Ende überholte Tom Blomqvist im Acura den vor ihm fahrenden Campbell und kam auf den zweiten Rang. Um den an der Spitze fahrenden Felipe Nasr noch einzuholen, fehlte die Zeit. Nasr kam mit dem knappen Vorsprung von 1,335 Sekunden als Ester ins Ziel.
In der Nacht geschah ein Massenunfall. Louis Delétraz verunfallte im Cadillac V-Series.R. Er prallte gegen eine Barriere und schleuderte danach in eine Gruppe von LMP2- und GTD-Fahrzeugen, die er mit in einen Ausfall riss. Für das Team um Delétraz war der Vorfall besonders bitter. In der Nacht hatte sein Teamkollege Kamui Kobayashi, in der FIA-Langstrecken-Weltmeisterschaft Stammpilot bei Toyota GAZOO Racing Europe, seine Fähigkeiten als Rennfahrer demonstriert, als er den Cadillac aus einer schlechten Position bis an die Spitze des Klassements fuhr.
Eine viel diskutierte und unschöne Art Rennen zu fahren zeigte BMW-Pilot Augusto Farfus. Farfus hatte nach einer längeren Reparatur 55 Runden Rückstand und blockierte Tommy Milner im Chevrolet Corvette Z06 GT3 rundenlang, damit sein Teamkollege Connor De Phillippi aufholen konnte. Das unwürdige Schauspiel gipfelte in einigen Runden, in denen Farfus so langsam fuhr, dass Milner immer wieder auf ihn auflief. Ergebnis war eine Kollision zwischen Milner und De Phillippi, die beiden Fahrern die Chance auf den Klassensieg raubte. Dazu Tommy Milner nach dem Rennen: „Das lässt sich nicht mit Worten beschreiben. So sollte man nicht Rennen fahren, schon gar nicht Sportwagenrennen. Der Fahrer sollte sich schämen, das Team sollte sich schämen, BMW sollte sich schämen. Es ist Teamsport, aber nicht auf diese Art. Jede Runde blocken und auf mich warten, so sollte Sportwagensport nicht sein. Es ist enttäuschend. Das ist schlechter Sportsgeist, einfach peinlich.“ Farfus erhielt für seine Blockade eine Stop-and-Go-Strafe und rechtfertigte seine Fahrweise wie folgt: „Die Situation mit der Corvette und unserem Schwesterauto war sehr schwierig. Meine Absicht war es, meinen Teamkollegen im Schwesterauto im Kampf um den Sieg zu unterstützen. Ich war mir bewusst, dass es ein hartes Rennen war. Die Situation, die zur Kollision zwischen der Corvette und Connor De Phillippi hinter mir führte, war sehr unglücklich – aber ich hatte nichts direkt damit zu tun. Ich bin auf meiner inneren Linie geblieben.“

## Ergebnisse

### Schlussklassement
| 1           | GTP     | 7   | Porsche Penske Motorsport                    | Felipe Nasr Nick Tandy Laurens Vanthoor                              | Porsche 963                      | 781 |
| 2           | GTP     | 60  | Acura Meyer Shank Racing with Curb-Agajanian | Tom Blomqvist Colin Braun Scott Dixon Felix Rosenqvist               | Acura ARX-06                     | 781 |
| 3           | GTP     | 6   | Porsche Penske Motorsport                    | Matt Campbell Kévin Estre Mathieu Jaminet                            | Porsche 963                      | 781 |
| 4           | GTP     | 24  | BMW M Team RLL                               | Philipp Eng Kevin Magnussen Raffaele Marciello Dries Vanthoor        | BMW M Hybrid V8                  | 780 |
| 5           | GTP     | 10  | Cadillac Wayne Taylor Racing                 | Filipe Albuquerque Brendon Hartley Will Stevens Ricky Taylor         | Cadillac V-Series.R              | 780 |
| 6           | GTP     | 85  | JDC–Miller MotorSports                       | Bryce Aron Gianmaria Bruni Tijmen van der Helm Pascal Wehrlein       | Porsche 963                      | 780 |
| 7           | GTP     | 25  | BMW M Team RLL                               | Robin Frijns René Rast Sheldon van der Linde Marco Wittmann          | BMW M Hybrid V8                  | 777 |
| 8           | LMP2    | 22  | United Autosports USA                        | James Allen Paul di Resta Dan Goldburg Rasmus Lindh                  | Oreca 07                         | 765 |
| 9           | LMP2    | 74  | Riley Technologies                           | Josh Burdon Felipe Fraga Felipe Massa Gar Robinson                   | Oreca 07                         | 765 |
| 10          | LMP2    | 52  | PR1/Mathiasen Motorsports                    | Mathias Beche Ben Keating Benjamin Pedersen Rodrigo Sales            | Oreca 07                         | 764 |
| 11          | LMP2    | 18  | Era Motorsport                               | Paul-Loup Chatin Ryan Dalziel David Heinemeier Hansson Tobias Lütke  | Oreca 07                         | 764 |
| 12          | LMP2    | 99  | AO Racing                                    | Dane Cameron Jonny Edgar P. J. Hyett Christian Rasmussen             | Oreca 07                         | 757 |
| 13          | LMP2    | 04  | CrowdStrike Racing by APR                    | Colton Herta Malthe Jakobsen George Kurtz Toby Sowery                | Oreca 07                         | 755 |
| 14          | GTP     | 93  | Acura Meyer Shank Racing with Curb-Agajanian | Kakunoshin Ohta Alex Palou Renger van der Zande Nick Yelloly         | Acura ARX-06                     | 741 |
| 15          | GTP     | 31  | Cadillac Whelen                              | Jack Aitken Earl Bamber Felipe Drugovich Frederik Vesti              | Cadillac V-Series.R              | 731 |
| 16          | GTD-Pro | 65  | Ford Multimatic Motorsports                  | Christopher Mies Dennis Olsen Frédéric Vervisch                      | Ford Mustang GT3                 | 723 |
| 17          | GTD-Pro | 3   | Corvette Racing by Pratt Miller Motorsports  | Antonio García Daniel Juncadella Alexander Sims                      | Chevrolet Corvette Z06 GT3.R     | 723 |
| 18          | GTD-Pro | 64  | Ford Multimatic Motorsports                  | Austin Cindric Sebastian Priaulx Mike Rockenfeller                   | Ford Mustang GT3                 | 723 |
| 19          | GTD-Pro | 1   | Paul Miller Racing                           | Connor De Phillippi Madison Snow Kelvin van der Linde Neil Verhagen  | BMW M4 GT3 Evo                   | 723 |
| 20          | GTD-Pro | 69  | GetSpeed                                     | Anthony Bartone Maxime Martin Fabian Schiller Luca Stolz             | Mercedes-AMG GT3 Evo             | 723 |
| 21          | GTD Pro | 81  | DragonSpeed                                  | Albert Costa Miguel Molina Thomas Neubauer Davide Rigon              | Ferrari 296 GT3                  | 723 |
| 22          | GTD-Pro | 4   | Corvette Racing by Pratt Miller Motorsports  | Nicky Catsburg Tommy Milner Nicolás Varrone                          | Chevrolet Corvette Z06 GT3.R     | 723 |
| 23          | GTD-Pro | 77  | AO Racing                                    | Klaus Bachler Laurin Heinrich Alessio Picariello                     | Porsche 911 GT3 R (992)          | 722 |
| 24          | GTD-Pro | 91  | Trackhouse Racing                            | Ben Keating Scott McLaughlin Shane van Gisbergen Connor Zilisch      | Chevrolet Corvette Z06 GT3.R     | 722 |
| 25          | GTD     | 13  | AWA                                          | Matthew Bell Orey Fidani Lars Kern Marvin Kirchhöfer                 | Chevrolet Corvette Z06 GT3.R     | 719 |
| 26          | GTD     | 120 | Wright Motorsports                           | Adam Adelson Ayhancan Güven Tom Sargent Elliott Skeer                | Porsche 911 GT3 R (992)          | 719 |
| 27          | GTD     | 27  | Heart of Racing Team                         | Mattia Drudi Tom Gamble Zacharie Robichon Casper Stevenson           | Aston Martin Vantage AMR GT3 Evo | 719 |
| 28          | GTD-Pro | 20  | Proton Competition                           | Matteo Cressoni Richard Lietz Thomas Preining Claudio Schiavoni      | Porsche 911 GT3 R (992)          | 719 |
| 29          | GTD     | 57  | Winward Racing                               | Lucas Auer Indy Dontje Philip Ellis Russell Ward                     | Mercedes-AMG GT3 Evo             | 719 |
| 30          | GTD     | 96  | Turner Motorsport                            | Robby Foley Patrick Gallagher Jens Klingmann Jake Walker             | BMW M4 GT3 Evo                   | 719 |
| 31          | GTD     | 19  | Van der Steur Racing                         | Valentin Hasse-Clot Anthony McIntosh Maxime Robin Rory van der Steur | Aston Martin Vantage AMR GT3 Evo | 719 |
| 32          | GTD     | 50  | AF Corse                                     | Riccardo Agostini Conrad Laursen Arthur Leclerc Custodio Toledo      | Ferrari 296 GT3                  | 719 |
| 33          | GTD     | 83  | Iron Dames                                   | Sarah Bovy Rahel Frey Karen Gaillard Michelle Gatting                | Porsche 911 GT3 R (992)          | 719 |
| 34          | GTD     | 32  | Korthoff Competition Motors                  | Maximilian Götz Kenton Koch Seth Lucas Daniel Morad                  | Mercedes-AMG GT3 Evo             | 719 |
| 35          | GTD-Pro | 14  | Vasser Sullivan Racing                       | Ben Barnicoat Townsend Bell Kyle Kirkwood Aaron Telitz               | Lexus RC F GT3                   | 704 |
| 36          | LMP2    | 11  | TDS Racing                                   | Mikkel Jensen Hunter McElrea Charles Milesi Steven Thomas            | Oreca 07                         | 682 |
| 37          | LMP2    | 73  | Pratt Miller Motorsports                     | Christopher Cumming Pietro Fittipaldi Callum Ilott James Roe         | Oreca 07                         | 678 |
| 38          | GTD     | 34  | Conquest Racing                              | Giacomo Altoè Manny Franco Cédric Sbirrazzuoli Daniel Serra          | Ferrari 296 GT3                  | 673 |
| 39          | GTD-Pro | 48  | Paul Miller Racing                           | Augusto Farfus Dan Harper Max Hesse Jesse Krohn                      | BMW M4 GT3 Evo                   | 668 |
| 40          | LMP2    | 8   | Tower Motorsports                            | Sebastián Álvarez Sébastien Bourdais John Farano Job van Uitert      | Oreca 07                         | 765 |
| Ausgefallen |         |     |                                              |                                                                      |                                  |     |
| 41          | LMP2    | 88  | AF Corse                                     | Nicklas Nielsen Luís Pérez Companc Matthieu Vaxivière Dylan Murry    | Oreca 07                         | 697 |
| 42          | GTD     | 45  | Wayne Taylor Racing                          | Graham Doyle Danny Formal Trent Hindman Kyle Marcelli                | Lamborghini Huracán GT3 Evo 2    | 689 |
| 43          | GTD     | 78  | Forte Racing                                 | Mario Farnbacher Misha Goikhberg Parker Kligerman Franck Perera      | Lamborghini Huracán GT3 Evo 2    | 591 |
| 44          | GTD     | 80  | Lone Star Racing                             | Scott Andrews Ralf Aron Eric Filgueiras Dan Knox                     | Mercedes-AMG GT3 Evo             | 584 |
| 45          | GTD     | 12  | Vasser Sullivan Racing                       | Jack Hawksworth Kyle Kirkwood Frankie Montecalvo Parker Thompson     | Lexus RC F GT3                   | 573 |
| 46          | GTD     | 023 | Triarsi Competizione                         | Eddie Cheever III Alessio Rovera Charlie Scardina Onofrio Triarsi    | Ferrari 296 GT3                  | 569 |
| 47          | GTD     | 21  | AF Corse                                     | Kei Cozzolino Italien Simon Mann Alessandro Pier Guidi Lilou Wadoux  | Ferrari 296 GT3                  | 555 |
| 48          | LMP2    | 43  | Inter Europol Competition                    | Tom Dillmann António Félix da Costa Jon Field Bijoy Garg             | Oreca 07                         | 430 |
| 49          | GTD     | 66  | Gradient Racing                              | Till Bechtolsheimer Tatiana Calderón Joey Hand Harry Tincknell       | Ford Mustang GT3                 | 425 |
| 50          | GTD     | 70  | Inception Racing                             | David Fumanelli Brendan Iribe Ollie Millroy Frederik Schandorff      | Ferrari 296 GT3                  | 392 |
| 51          | GTD     | 36  | DXDT Racing                                  | Pipo Derani Charlie Eastwood Alec Udell Salih Yoluç                  | Chevrolet Corvette Z06 GT3.R     | 355 |
| 52          | GTP     | 5   | Proton Competition                           | Julien Andlauer Neel Jani Nico Pino Tristan Vautier                  | Porsche 963                      | 352 |
| 53          | GTD     | 47  | Cetilar Racing                               | Antonio Fuoco Nicola Lacorte Roberto Lacorte Lorenzo Patrese         | Ferrari 296 GT3                  | 336 |
| 54          | GTP     | 40  | Cadillac Wayne Taylor Racing                 | Louis Delétraz Kamui Kobayashi Jordan Taylor                         | Cadillac V-Series.R              | 245 |
| 55          | LMP2    | 2   | United Autosports USA                        | Nicholas Boulle Ben Hanley Oliver Jarvis Garnet Patterson            | Oreca 07                         | 239 |
| 56          | GTD-Pro | 9   | Pfaff Motorsports                            | Andrea Caldarelli James Hinchcliffe Marco Mapelli Jordan Pepper      | Lamborghini Huracán GT3 Evo 2    | 227 |
| 57          | GTD-Pro | 007 | Heart of Racing Team                         | Roman De Angelis Ross Gunn Alex Riberas Marco Sørensen               | Aston Martin Vantage AMR GT3 Evo | 217 |
| 58          | GTD     | 44  | Magnus Racing                                | Andy Lally John Potter Spencer Pumpelly Nicki Thiim                  | Aston Martin Vantage AMR GT3 Evo | 170 |
| 59          | GTD     | 021 | Triarsi Competizione                         | James Calado Stevan McAleer Sheena Monk Mike Skeen                   | Ferrari 296 GT3                  | 688 |
| 60          | GTD-Pro | 75  | 75 Express                                   | Maro Engel Jules Gounon Mikaël Grenier Kenny Habul                   | Mercedes-AMG GT3 Evo             | 150 |
| 61          | GTP     | 63  | Automobili Lamborghini Squadra Corse         | Mirko Bortolotti Romain Grosjean ---- Daniil Kvyat Edoardo Mortara   | Lamborghini SC63                 | 34  |

### Nur in der Meldeliste
Zu diesem Rennen sind keine weiteren Meldungen bekannt.

### Klassensieger
| Klasse  | Fahrer           | Fahrer        | Fahrer            | Fahrer            | Fahrzeug                     | Platzierung im Gesamtklassement |
| ------- | ---------------- | ------------- | ----------------- | ----------------- | ---------------------------- | ------------------------------- |
| GTP     | Felipe Nasr      | Nick Tandy    | Laurens Vanthoor  |                   | Porsche 963                  | Gesamtsieg                      |
| LMP2    | James Allen      | Paul di Resta | Dan Goldburg      | Rasmus Lindh      | Oreca 07                     | Rang 8                          |
| GTD-Pro | Christopher Mies | Dennis Olsen  | Frédéric Vervisch |                   | Ford Mustang GT3             | Rang 17                         |
| GTD     | Matthew Bell     | Orey Fidani   | Lars Kern         | Marvin Kirchhöfer | Chevrolet Corvette Z06 GT3.R | Rang 26                         |

### Renndaten
- Gemeldet: 61
- Gestartet: 61
- Gewertet: 40
- Rennklassen: 4
- Zuschauer: unbekannt
- Wetter am Renntag: trocken und kühl
- Streckenlänge: 5,728 km
- Fahrzeit des Siegerteams: 24:00:38,019 Stunden
- Gesamtrunden des Siegerteams: 781
- Gesamtdistanz des Siegerteams: 4473,568 km
- Siegerschnitt: unbekannt
- Pole Position: Dries Vanthoor – BMW M Hybrid V8 (#24) - 1:33,895 = 219,664 km/h
- Schnellste Rennrunde: Sheldon van der Linde – BMW M Hybrid V8 (#25) – 1:35,868 = 215,143 km/h
- Rennserie: 1. Lauf zur IMSA WeatherTech SportsCar Championship 2025